# فرودگاه صحرایی کولینگفورد
فرودگاه صحرایی کولینگفورد (به انگلیسی: Cullingford Field) یک فرودگاه خصوصی است که یک باند فرود چمن دارد. این فرودگاه در کشور ایالات متحده آمریکا قرار دارد .